# Union générale des étudiants palestiniens
L'Union générale des étudiants de Palestine (arabe : الإتحاد العام لطلبة فلسطين) (en anglais : General Union of Palestine Students, et dont l'acronyme est « GUPS ») est une association palestinienne créée officiellement le 29 novembre 1959, constituant une des premières institutions nationales palestiniennes. Elle a une existence officieuse depuis les années 1920.
Ayant pour but de regrouper les étudiants palestiniens après la Nakba de 1948 et de conserver l’identité et la culture palestinienne, la GUPS servira à faire entendre une voix palestinienne. Elle a plus de 100 sections dans le monde, et elle est admise au sein de la Fédération mondiale de la jeunesse démocratique (FMJD) dès sa création.
La GUPS a pour objectif de représenter la jeunesse palestinienne et porter ses revendications politiques. Ainsi, avant que l'Organisation de libération de la Palestine (OLP) soit reconnue à l'échelle internationale, cette association était le principal porte-parole de la cause palestinienne dans le monde.
Le dernier congrès national (10e) de la GUPS se tint en 1990 à Bagdad, et depuis l'association n'a pas pu tenir ses congrès à cause de la situation politique complexe issue des accords d'Oslo et du dysfonctionnement de l'OLP.
Plusieurs hommes politiques palestiniens, des écrivains, des journalistes et des militants ont commencé leur carrière politique dans cette association para-politique, dont notamment Yasser Arafat, qui était à la tête de la GUPS au Caire.

## La GUPS en France
Les premières activités de la GUPS en France datent de 1965, en particulier dans les universités parisiennes. Le premier meeting public de la GUPS a été organisé par Ezzedine Kalak à la Maison de la Mutualité à Paris, avec pour invité le professeur Maxime Rodinson. 
GUPS France est composée aujourd'hui de deux unités principales : Paris et Aix-Marseille, et d'autres pôles à travers la France. Elle regroupe plus d'une centaine d'étudiants palestiniens (dont une majorité en troisième cycle) de formations diverses et variées (droit, économie, arts, sciences humaines et sociales, etc.).
La GUPS en France a eu comme anciens dirigeants, entre autres, Ezzedine Kalak (assassiné à Paris en 1978), Leïla Shahid, Souha Arafat, et Majed Bamya.